# Voleibol na Universíada de Verão de 1981

## Quadro de medalhas
| Ordem | País        | Medalha de ouro | Medalha de prata | Medalha de bronze |   |
| ----- | ----------- | --------------- | ---------------- | ----------------- | - |
| 1     | ROM Romênia | 1               |                  |                   | 1 |
| 1     | CHN China   | 1               |                  |                   | 1 |
| 3     | CUB Cuba    |                 | 2                |                   | 1 |
| 4     | JPN Japão   |                 |                  | 1                 | 1 |
| 4     | BRA Brasil  |                 |                  | 1                 | 1 |